# Gulf Oil
Gulf Oil (Ґалф Ойл) — північноамериканська нафтова компанія. Gulf Oil була однією з найбільших нафтових монополій з 1900-х до 1980-х років, а також належала до числа семи найбільших нафтових компаній світу, іменованих "Сім сестер". Gulf Oil була одним з головних активів відомої в США династії Меллон. Головний офіс Gulf Oil розташовувався разом з головним офісом банку Mellon в Піттсбурзі, Пенсільванія (США). Колишній головний офіс Gulf Oil, що спочатку носив назву «the Gulf Building» (нині — Gulf Tower), це хмарочос в стилі ар-деко, який до 1970 року був найвищою будівлею в Піттсбурзі.
Gulf увійшов в історію як засновник першої стаціонарної бензоколонки в 1913 році, став новатором нової технології буріння свердловин в 1910 році і першим впровадив технологію каталітичного крекінгу в 1918 році.

## Історія
У 1901 році в штаті Техас (США) групою інвесторів була заснована «Gulf Refining Company of Texas», в назві якої було використано слово GULF («затока» — за назвою Мексиканської затоки, що знаходиться поряд). Основною сферою діяльності компанії був видобуток нафти на недавно відкритих родовищах в СпіндлТоп (штат Техас, узбережжя Мексиканської затоки), а також розвиток сучасного нафтопереробного заводу в сусідньому Порт-Артур, де вироблялося паливо і мастильні матеріали.
У 1907 році, в результаті об'єднання ряду нафтових компаній і Gulf Refining Company of Texas, була створена компанія Gulf Oil Corporation .
Вона відрізнялася своєю вертикально-інтегрованою структурою і брала активну участь у нафтовій промисловості (розвідка, видобуток, транспортування, переробка і збут), і в суміжних галузях, таких як нафтохімічна промисловість і виробництво автомобільних компонентів.
Для того, щоб виділити і логічно об'єднати під одним брендом усі види діяльності компанії, в 1903 році був обраний помаранчевий колір, як основний фоновий колір в написанні назви компанії, а сама назва за кілька років скоротилося до одного гучного слова «Gulf». У 1920-му році, раніше зазнавши кілька інтерпретацій, був офіційно зареєстрований товарний знак: синє слово Gulf в помаранчевому диску з синім обрамленням, який без радикальних змін дійшов до наших днів.
Розвиток діяльності компанії був настільки активним, що наприкінці 1930-х років Gulf Oil Corporation була найбільшою корпорацією в США з власними нафтовидобувними компаніями, мережею нафтопроводів і нафтопереробних заводів, фірмовим транспортним парком (що включав танкерний і баржевий флот), величезною кількістю автозаправних станцій і станцій технічного обслуговування (в рекламі 1931 р.  згадується, що на кожні 354 автомобіля доводиться одна сервісна станція Gulf, а загальна кількість пунктів по реалізації палива і олив перевищує: 49 000).
Після закінчення Другої світової війни Gulf Oil розширила свою діяльність за межами Північної Америки. Перш за все компанія використовувала свій величезний досвід в розвідці і розробці нафтових і газових родовищ, завдяки якому отримала можливість отримувати дешеву сировину з родовищ в Кувейті (в середині 1950-х років, раніше створене спільне підприємство ВР і Gulf почало видобуток нафти), Венесуелі (з 1943 р) і Канаді.
Дешеві нафта і газ, що поставляли з Кувейту, сформували міцну економічну основу для діяльності Gulf в Європі, Середземномор'ї, Африці та Індії. Роздрібна мережа формувалася шляхом придбання приватних мереж автозаправних станцій в різних країнах, що дозволило швидко налагодити збут палива і мастильних матеріалів. Значні кошти були вкладені і в розробку нових технологій і спеціалізованих продуктів, особливо для морських судів і авіаційної техніки (Gulf був особливо відомий своїм асортиментом мастильних матеріалів).
До 1970 року Gulf Oil досягла піку свого розвитку, входячи в першу десятку найбільших корпорацій. В цьому році компанія обробляє 1,3 млн барелів (210 000 м3) нафти щодня, володіє активами на суму $ 6,5 млрд і має штат з 58 000 працівників по всьому світу. На додаток до своїх інтересів на ринку палива і мастил, Gulf Oil була одним з найбільших виробників нафтопродуктів, пластмас і сільськогосподарських хімікатів. Через свою дочірню компанію Gulf General Atomic Inc. компанія також брала активну участь у розвитку ядерної енергетики, але після невдалої угоди про будівництво атомних електростанцій в Румунії (в середині 1970-х років) змушена була відмовитися від участі в атомній галузі.
У 1975 році Кувейтською Національною Асамблеєю було прийнято рішення про націоналізацію нафтовидобувного бізнесу, таким чином, позбавивши багато компаній (в тому числі і Gulf Oil) доступу до дешевої сировини. Розробки нафтових родовищ в інших регіонах (Північному морі, Анголі та ін.) були більш витратними і не завжди приносили бажаний економічний ефект. На додаток до цього, в 1975 році кілька керівників Gulf Oil, в тому числі голова Боб Дорсі, були помічені в незаконних «політичних пожертвуваннях» і були змушені піти у відставку зі своїх постів, що зіграло чималу роль в подальшому розвитку подій.
Фінансовий спад, що почався наприкінці 1970-х років, змусив керівництво Gulf Oil в 1981 році розробити план стратегічної реорганізації компанії (разом з програмою селективного продажу активів) для підтримки життєздатності. Цей план передбачав поділ багатопрофільного мультинаціонального нафтового концерну і фокусування уваги на тих видах діяльності, де у Gulf були конкурентні переваги. З 1981 по 1985 рр. велика частка активів компанії Gulf Oil була продана. Колись величезна і впливова корпорація була роздроблена, а частини єдиного міжнародного бізнесу опинилися в руках безлічі різних компаній, багато з яких (BP, Chevron, Cumberland Farms) використовували бренд Gulf аж до середини 1990-х років.
Gulf, в його нинішньому втіленні, є новою економічною моделлю бізнесу. Головні активи такої моделі — це, головним чином, інтелектуальна власність: торгова марка, специфікації на продукцію.

## Характеристика
Вся продукція виробляється і фасується на власних та партнерських ліцензійних заводах, що розташовані в різних країнах світу. Для ринків Європи та Близького Сходу її виробляє за новітніми рецептурами і відповідно до європейських стандартів якості партнерський завод Q8Oils, розташований у м. Антверпен (Бельгія). Виробництво атестоване за стандартом ISO 9001, а сама продукція, крім сертифікації на відповідність класам API і ACEA, має офіційні схвалення від провідних світових виробників автомобільної техніки (VW, MB, BMW, Opel, Porsche, Ford, Volvo, Renault, Scania, MAN і ін.).

## Сучасний стан
В період між 1980 і 2000 роками, компанія Gulf трансформувалася з монолітної, вертикально-інтегрованої багатонаціональної корпорації в альянс партнерів, об'єднаних спільними бізнес-інтересами. Це стало відображенням фундаментальних змін в економіці міжнародного бізнесу, адже альянси являють собою черговий крок у розвитку економічних моделей бізнесу з організаційною ієрархією. Суттю цих моделей є більш гнучке і оперативне реагування на запити локальних ринків з урахуванням особливостей їх економік і географічного розташування, але, в той же час, впровадження єдиних якісних стандартів і скоординована політика позиціонування і просування бренду.
Права на торгову марку Gulf на території США належать компанії Gulf Oil Limited Partnership (GOLP), яка є дочірньою компанією Cumberland Farms і управляє більш ніж 2000 АЗС і станцій технічного обслуговування; головний офіс Gulf Oil Limited Partnership знаходиться в штаті Массачусетс, США. Крім того, існують незалежні компанії, також працюють під маркою Gulf в межах Північної Америки, такі як American Refining Group, яка ліцензована як виробника і дистриб'ютора мастильних матеріалів під маркою Gulf Oil, а також PINNACLE RESOURCES, INC, що займається дистрибуцією мастильних матеріалів.
На Іберійському півострові — в Іспанії і Португалії — правами на реалізацію товарів GULF володіє французький концерн TOTAL. Концерн випускає власну лінійку мастильних матеріалів під маркою Gulf для ринків Іспанії та Португалії.
За межами США, Іспанії та Португалії під маркою Gulf веде свою діяльність компанія Gulf Oil International Ltd (GOI), що належить індійському інвестиційному холдингу Hinduja Group. Gulf Oil International спеціалізується, головним чином, на продажі продуктів переробки нафти — моторних і трансмісійних олив для автомобілів, дорожньої та сільськогосподарської техніки, суднових і гідравлічних олив і супутніх послуг. Компанія також управляє мережею АЗС і станцій техобслуговування, яка найбільш розвинена в Бельгії, Німеччині, Люксембурзі, Нідерландах, Туреччині та Великій Британії. Gulf Oil International розташовується у Великій Британії, має офіси в Вестмінстері, Лондоні.
Також Gulf Oil International спеціалізується на науково-дослідницькій діяльності: розробці формул, нових технологій, отриманні офіційних схвалень и допусків від світових виробників автомобілів, техніки та обладнання.
Gulf — це високоякісні оливи (для автомобілів, мотоциклів, комерційного транспорту, будівельної, гірничої та сільськогосподарської техніки і т. д.), технологічні рідини, консистентні мастила и різні марки антифризу, що відповідають вимогам світових виробників техніки та обладнання. Це нафтопереробні заводи на 5 континентах, більше 20 акредитований блендінгових підприємств, представництв и філій більш ніж в 100 країнах світу, мережі бензозаправних станцій.
Через більш ніж 100 років з моменту свого заснування, марка Gulf як і раніше сконцентрована на якості, інноваціях та увазі до мінливих потреб ринку, а ідея глобальної «клієнтоорієнтованості», є невід'ємною частиною світової філософії Gulf.
Cumberland Farms і Gulf Oil International продовжують розробляти та реалізовувати мастильні матеріали і паливо Gulf по всьому світу через мережу дистриб'юторів, спільних підприємств і дочірніх компаній.
Відмінною рисою бренду є проведення ефективних маркетингових кампаній, серед яких:
- спонсурування посадок Apollo на Місяць;
- спонсурування Porsche Racing;
- product placement у фільмі «Ле-Ман» зі Стівом МакКуїном;
- спонсурування Manchester United Football Club.

З Березня 2024 року, в Україні продукція Gulf офіційно представлена дистриб'ютором — компанією ТОВ «Inter Cars Ukraine».